# Stenopsyche alamkrita
Stenopsyche alamkrita är en nattsländeart som beskrevs av Schmid 1969. Stenopsyche alamkrita ingår i släktet Stenopsyche och familjen Stenopsychidae. Inga underarter finns listade i Catalogue of Life.